# Otto III van Anhalt
Otto III van Anhalt (overleden op 27 februari 1404) was van 1374 tot 1404 vorst van Anhalt-Bernburg. Hij behoorde tot het huis Ascaniërs.

## Levensloop
Otto III was de zoon van vorst Bernhard III van Anhalt-Bernburg en diens derde echtgenote Mathilde van Brunswijk-Wolfenbüttel, dochter van hertog Magnus I.
Tijdens de regering van zijn oudere halfbroers Bernhard IV en Hendrik IV werden de erfrechten van Otto omzeild. Na de dood van Hendrik IV nam Otto in 1374 bezit over het vorstendom Anhalt-Bernburg. Hierbij omzeilde hij op zijn beurt de erfrechten van zijn neef Bernhard V. Hij droeg eveneens de titel van heer van Bernburg.
In 1404 stierf Otto III, waarna zijn neef Bernhard V en zijn jongste zoon Otto IV hem opvolgden als vorst van Anhalt-Bernburg.

## Huwelijk en nakomelingen
Eerst was Otto III gehuwd met een vrouw wier identiteit onbekend is gebleven. Uit dit huwelijk werden twee zonen geboren:
- Bernhard VI (overleden in 1468), vorst van Anhalt-Bernburg
- Otto IV (overleden in 1415), vorst van Anhalt-Bernburg

Voor 1391 huwde Otto III een tweede maal met Lutrudis (overleden na 1426), dochter van graaf Gebhard IV van Mansfeld-Querfurt. Ze kregen een dochter:
- Mathilde (overleden voor 1432), huwde voor 1413 met vorst George I van Anhalt-Dessau